# Герб Гусь-Хрустального
Герб муниципального образования город Гусь-Хруста́льный Гусь-Хрустального района Владимирской области Российской Федерации.
Герб муниципального образования город Гусь-Хрустальный является официальным символом муниципального образования город Гусь-Хрустальный.
Герб внесён в Государственный геральдический регистр Российской Федерации под регистрационным номером 452.

## Описание герба
«Герб муниципального образования город Гусь-Хрустальный представляет собой четырёхугольный, с закруглёнными нижними углами, заострённый в оконечности геральдический щит с изображением гуся в профиль, с поднятыми крыльями на красном и голубом фоне».— Приложение №1 к Уставу муниципального образования  город  Гусь-Хрустальный.

## Описание символики
Гусь в гербе символизирует название города — Гусь-Хрустальный. Город в свою очередь получил такое название благодаря речке Гусь, на которой он стоит. А вот приставку «хрустальный» населённый пункт получил из-за расположенного в городе Гусевского хрустального завода

## История герба

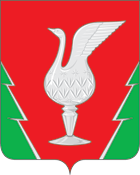
Герб Гусь-Хрустального района (2012 год)

В советское время существовал проект герба города, известный по сувенирным значкам 1968 года: в чёрном поле золотой взлетающий гусь. Позднее на значках выпускался другой проект герба: в верхней части щита герб Владимирской области, в нижней — в лазоревом поле серебряный летящий гусь. Проекты герба официально не утверждались.
В постсоветский период, в конце 90-х годов, был официально утверждён герб Гусь-Хрустального (точная дата в открытых источниках информации отсутствует). Герб был внесён в Государственный геральдический регистр Российской Федерации с присвоением регистрационного номера 452.
Герб города имел следующий вид: в пересечённом пополам червлёном (красном), в верхней части и лазоревом (синем, голубом), в нижней части, щите белый взлетающий гусь.
29 июля 2003 года был утверждён первый вариант герба Гусь-Хрустального района, а 24 апреля 2012 года — ныне действующий герб района. В обоих гербах присутствовал серебряный гусь из городского герба.